# Touhunsaaret
Touhunsaaret är en ö i Finland.   Den ligger i kommunen Tavastkyro i den ekonomiska regionen Tammerfors och landskapet Birkaland, i den sydvästra delen av landet, 190 km nordväst om huvudstaden Helsingfors. Touhunsaaret ligger i sjön Kyrösjärvi.